# Pause (bande dessinée)
Pour les articles homonymes, voir Pause.
Pause est un roman graphique écrit et dessiné par Fabcaro, publié en album en 2017.

## Résumé
L'auteur nous conte son état d'esprit pendant la période de flottement et de doute qui a suivi le succès inattendu de son précédent album : et si l'inspiration ne devait plus jamais revenir ? Fabcaro propose une mise en abîme autobiographique absurde et déjantée.

## Historique
Après le succès de son album Zaï zaï zaï zaï, Fabcaro traverse une période de doute et de panne d'inspiration. Alors que ces précédents ouvrages tiraient à 3 000 ou 4 000 exemplaires, les ventes de Zaï zaï zaï zaï ont dépassé les 95 000 exemplaires. L'auteur est alors très sollicité, les droits de l'album sont même acquis pour une adaptation cinématographique, et se trouve vite débordé, devant modifier sa façon de travailler. Pause a été pour lui comme une thérapie, une manière de raconter son état d'esprit après Zaï zaï zaï zaï, qui lui a permis de retrouver l'inspiration et l'énergie de partir sur de nouveaux projets.

## Publication
- Édition originale : 64 pages noir et blanc, couverture bichromie cartonnée, format 17,5 x 24,5, La Cafetière coll Corazón, 2017 (DL 04/2017)  (ISBN 978-2-84774-025-7)[2],[3]